# Nanixipha nahoa
Nanixipha nahoa is een rechtvleugelig insect uit de familie krekels (Gryllidae). De wetenschappelijke naam van deze soort is voor het eerst geldig gepubliceerd in 2003 door Otte, Carvalho & Shaw.